# Skotská rallye 2010

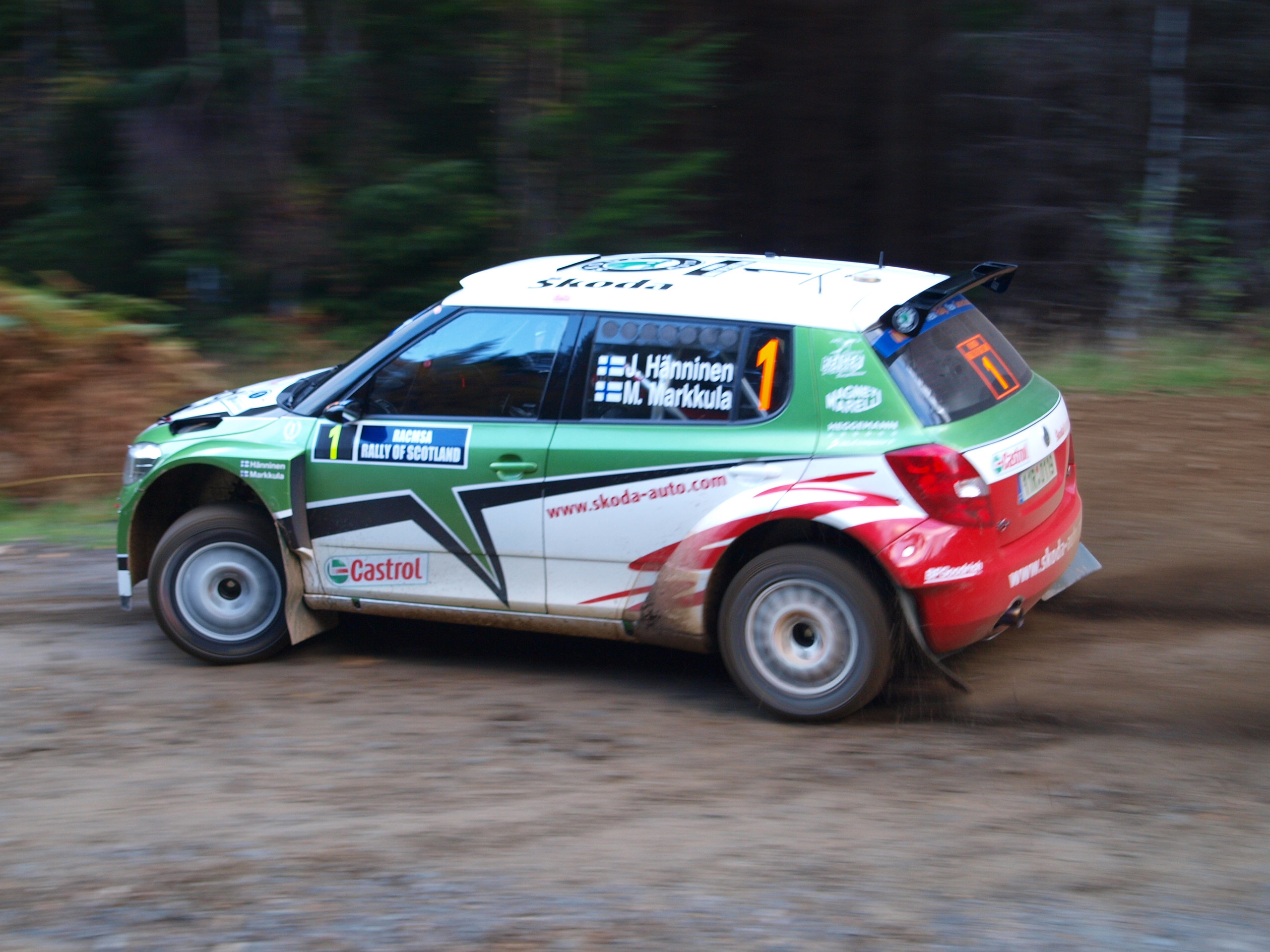
Juho Hänninen

Skotská rallye 2010 byla jedenáctým podnikem šampionátu Intercontinental Rally Challenge 2010. Zvítězil zde Juho Hänninen s vozem Škoda Fabia S2000

## Průběh soutěže
První etapa obsahovala 8 zkoušek. Zpočátku vedl Guy Wilks s Fabií. Na dalších pozicích byl Kris Meeke s vozem Peugeot 207 S2000 a Andreas Mikkelsen s vozem Ford Fiesta S2000. Hänninen probrzdil zatáčku a ztratil deset sekund. Na třetím testu měli defekt dva vozy týmu Proton Motorsport a třetí pilot Alister McRae odstoupil na páté zkoušce. Chyboval také Wilks ale vedení udržel. Naopak Meeke se po defektu propadl na čtvrté místo. Wilks ale odstoupil na pátém testu kvůli zlomené hnací hřídeli. Odstoupil také Keith Cronin s dalším vozem Proton Satria Neo S2000. Na první místo se posunul Hänninen a za ním byl Mikkelsen. Meeke se po problémech s brzdami opět propadl a třetí byl Thierry Neuville s dalším Peugeotem.
V druhé etapě startovaly i posádky, které již odstoupily, ale nemohly zasáhnout do pořadí. Testy vyhrával Wilks, ale vedení udržoval Hänninen. Neuville měl defekt a Meeke se posunul na třetí místo. Neuville pak havaroval a ze soutěže odstoupil. Hänninen vedení udržel a zvítězil. Druhý skončil Mikkelsen a třetí Meeke. V cíli bylo klasifikováno pouze 10 posádek.

## Výsledky
1. Juho Hänninen, Mikko Markkula - Škoda Fabia S2000
2. Andreas Mikkelsen, Ola Floene - Ford Fiesta S2000
3. Kris Meeke, Paul Nagle - Peugeot 207 S2000
4. David Bogie, Kevin Rae - Mitsubishi Lancer EVO IX
5. Karl Kruuda, Martin Järveoja - Suzuki Swift S1600
6. Siim Plangi, Marek Sarapuu - Honda Civic Type-R
7. Eamonn Boland, MJ Morrissey - Mitsubishi Lancer EVO X
8. Burcu Cetinkaya, Cicek Güney - Peugeot 207 S2000
9. Harry Hunt, Sebastian Marshall - Ford Fiesta R2
10. Daniel Barry, Martin Brady - Mitsubishi Lancer Evo IX